# Forschungsinfrastruktur
Als Forschungsinfrastrukturen (teilweise FIS abgekürzt) werden diejenigen Einrichtungen, Ressourcen und Dienstleistungen verstanden, die speziell für wissenschaftliche Zwecke errichtet, mittel- oder langfristig bereitgestellt werden und für deren sachgerechte Errichtung, Betrieb und Nutzung spezifische Kompetenzen erforderlich sind. Ihre Funktion ist es, Forschung, Lehre und Nachwuchsförderung zu ermöglichen oder zu erleichtern. Sie werden nicht ausschließlich von einzelnen Personen oder Gruppen genutzt, sondern stehen prinzipiell einer internationalen Fachgemeinschaft offen.

## Forschungsinfrastruktureinrichtungen
Zu den Forschungsinfrastruktureinrichtungen zählen beispielsweise
- Laboratorien,
- wissenschaftliche Großgeräte, aber auch
- Archive, Datenbanken und -sammlungen sowie
- Einrichtungen der Informations- und Kommunikationstechnik.

## Einteilung nach Standort
Forschungsinfrastrukturen können örtlich
- zentral, beispielsweise die Europäische Organisation für Kernforschung CERN,
- verteilt, beispielsweise das Europäische Mausmutantenarchiv EMMA, oder
- virtuell, beispielsweise das europäische akademische Datennetzwerk GÉANT („Gigabit European Academic Network“), sein.

## Kategorien der Forschungsinfrastruktur
Es lassen sich vier Kategorien der Forschungsinfrastruktur unterscheiden, wobei es zahlreiche Mischformen und Übergangsbereiche gibt.
- Großgeräte und Forschungsplattformen
- Informationstechnische und e-Infrastrukturen
- Soziale Infrastrukturen. Diese umfassen räumliche Einrichtungen, die Forschende zum wissenschaftlichen Austausch zusammenbringen, aber auch virtuelle Netzstrukturen wie z. B. die Internet-Plattform Researchgate.
- Informationsinfrastrukturen. Diese haben aufgrund ihrer disziplinübergreifenden Relevanz eine zentrale Bedeutung. Hierzu zählen wissenschaftliche objektbezogene Sammlungen, Archive und Bibliotheken. Außerdem gehört hierzu die Forschungsdateninfrastruktur, wozu u. a. wissenschaftliche Datenerhebungen, Datensammlungen und Datenbanken gehören.

## Förderung von Forschungsinfrastrukturmaßnahmen
Forschungsinfrastrukturmaßnahmen bedürfen zur finanziellen Förderung beim Bau und Betrieb in der Regel einer positiven wissenschaftlichen Begutachtung. 'Große Forschungsinfrastrukturmaßnahmen', also solche in Finanzvolumen hinsichtlich des Baus von über 50 Millionen Euro, werden beispielsweise in Deutschland zentral vom Wissenschaftsrat begutachtet. Bei den in der Regel noch größeren Vorhaben, die durch internationale Organisationen oder gemeinschaftlich finanziert werden, wird analog verfahren. Der Begriff der Forschungsinfrastruktur, der sich kurz nach dem Jahr 2000 durchgesetzt hat, ist von besonderer Bedeutung in dieser Forschungsförderung, da er die Gleichstellung anderer Ressourcen und Einrichtungen mit den klassischen wissenschaftlichen Großgeräten bedeutet. Sie unterliegen daher bezüglich der Prioritätensetzung dem direkten Vergleich von Kosten und Nutzen. Dadurch soll u. a. die Position der im Vergleich dazu weniger kostenintensiven Sozial- und Geisteswissenschaften in der Förderung verbessert und insgesamt eine umfassende Forschungsinfrastrukturplanung ermöglicht werden.